# Rhadinaea vermiculaticeps
Rhadinaea vermiculaticeps är en ormart som beskrevs av Cope 1860. Rhadinaea vermiculaticeps ingår i släktet Rhadinaea och familjen snokar. Inga underarter finns listade i Catalogue of Life.
Denna orm förekommer i centrala Panama. Arten lever i kulliga områden mellan 200 och 850 meter över havet. Den vistas i fuktiga skogar och gömmer sig ofta i lövskiktet. Honor lägger ägg.
Beståndet hotas av skogarnas omvandling till jordbruksmark och av gruvdrift. IUCN listar arten som nära hotad (NT).